# Daniël Elsevier

Daniël Elsevier, prent Amsterdam Museum

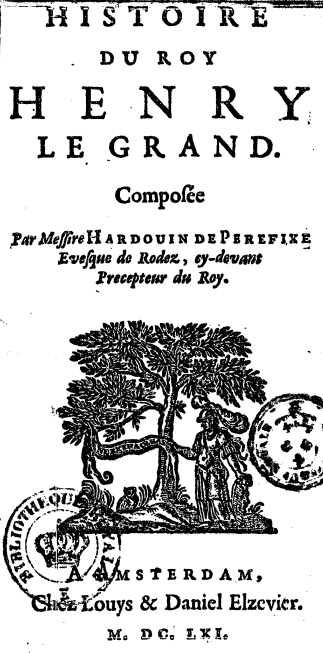
Historisch werk gepubliceerd door Lodewijk en Daniël Elsevier, (Amsterdam 1661).

Daniël Elsevier (Elzevier) (Leiden, 1626 – Amsterdam, 1680) was een auteur, uitgever en boekdrukker.

## Achtergrond
Elsevier was lid van de bekende hugenotenfamilie uit Leuven die zich aan het einde van de 16e eeuw in de Noordelijke Nederlanden vestigde. Aldaar ontwikkelde de familie zich tot een succesvol drukkersgeslacht. De drukkers van Elsevier zijn bekend om hun drukwerk in Frans, met name de politieke werken onder de naam Petites Républiques, alsook hun uitgaven van klassieke theologische, historische en politieke werken in Grieks, Latijn, Hebreeuws en Italiaans. Ook brachten zij geografische werken uit die gezien kunnen worden als een voorganger van de moderne reisgids. Bonaventura (Daniëls vader) en Abraham Elsevier waren de eerste generatie van hun familie om zich in Holland te vestigen, zij waren actief in Leiden. Abrahams zoon, Johannes, zette de traditie voort, en werd vanaf 1652 bijgestaan door zijn neef Daniël. Na een korte samenwerking verliet hij de drukkerij in Leiden om met zijn andere neef, Lodewijk Elsevier, samen te werken. Hij opende in 1638 een drukkerij in Amsterdam. Daniël studeerde aan de Universiteit Leiden, waarnaast hij het drukkersvak in de familiefirma leerde.

## Loopbaan
Tussen 1653 en 1655 was Daniël Elsevier tevens de universiteitsdrukker van de Universiteit Leiden voordat zijn werkzaamheden in de familiedrukkerij intensiever werden. Toen Lodewijk zich terugtrok in 1665 was het aan Daniël om het bedrijf te leiden. In zijn carrière als drukker en auteur publiceerde Daniël Elsevier verschillende werken van anderen en eigen hand. Vanaf 1665 verbond hij bekende boekhandelaren aan zijn zaak, zoals Hendrik Wetstein in 1669, en breidde in deze periode zijn bedrijf uit. Hij schreef en publiceerde ook zijn eigen politieke pamfletten. In 1674 drukte hij een nadruk van Hugo de Groots De veritate religionis Christianae die in Engeland werd verkocht. Hij rekende zichzelf hiermee tot de fatsoenlijke nadrukkers van zijn tijd.

## Frankrijk
Hij reisde in 1645 naar Parijs en woonde in bij boekhandelaar Pierre le Petit. Na anderhalf jaar keerde hij terug naar Leiden om zijn opleiding af te maken. Als hugenoot zal het niet verrassen dat Daniël geïnteresseerd was in Frankrijk. Dit blijkt ook uit zijn publicatie van zijn Mémoire de Daniel Elzevier (1669). Hierin mengde hij zich in het discours over het hof van Lodewijk XIV, en specifiek op de wijdverspreide pamfletten over vooraanstaande hovelingen in Versailles. Deze publicaties waren dermate gevoelig dat de Franse regering agenten stuurde om de publicisten op te sporen en te vervolgen. Het succes van deze operaties was zeer beperkt. Een groot aantal publicaties wijdde Daniël aan de  geschiedenis van Franse adel, en Franse politieke geschiedenis anderzijds. Hij schreef vanaf het rampjaar 1672 uitvoerig over de oorlog met Frankrijk, en sprak hierover vaak zijn verdriet uit.

## Overlijden
Daniël Elsevier kwam in het jaar 1680 te overlijden in Amsterdam, en werd begraven in de st. Pieterskerk te Leiden. Na zijn dood probeerde Anna Beerninck, zijn weduwe, de drukkerij voort te zetten. Na een aantal jaren geprobeerd te hebben hun zoon voor te bereiden, moest zij het bedrijf sluiten vanwege financiële moeilijkheden.

## Publicaties (selectie)
- Daniël Elsevier, Catalogus Librorum, (Amsterdam 1675).[4]
- Daniël Elsevier, Mémoire de Daniel Elzevier, de ce qu'on a fait et de ce qu'on pourra faire pour empêcher la vente des livres qui sont injurieux à des personnes de qualité et contraires aux bon moeurs (Amsterdam 1669).
- Hugo Grotius, De Veritate religionis Christianae, (Amsterdam 1665).

- Bibsys: 1560455410039
- Biblioteca Nacional de España: XX915329
- Bibliothèque nationale de France: cb122957103 (data)
- Biografisch Portaal: 34226452
- Catàleg d'autoritats de noms i títols de Catalunya: 981058511151006706
- Gemeinsame Normdatei: 117500135
- International Standard Name Identifier: 0000 0001 2136 5111
- Library of Congress Control Number: nr93047456
- Nationale Bibliotheek van Letland: 000288249
- Nationale Bibliotheek van Tsjechië: js20020115075
- Nationale bibliotheek van Australië: 61541475
- Nationale Bibliotheek van Israël: 987007592433105171
- Nederlandse Thesaurus van Auteursnamen: 273434489
- Istituto Centrale per il Catalogo Unico: UFIV122800
- LIBRIS: 376646
- Système universitaire de documentation: 031811310
- Trove: 1169310
- Virtual International Authority File: 64070486
- WorldCat: E39PBJkHjrM3QXFQPW8WxrtBT3